# Ветромёт
Ветромёт — древний навигационный прибор, применявшийся поморами, прообраз компаса. Название происходит от поморского выражения «метать ветер», то есть давать определённое направление или определять направление.

## Описание
Ветромёт представлял собой деревянный сферический сегмент диаметром 60—70 см и толщиной около 5 см. Деревянный диск разбивался на 32 деления — румба. В каждом румбе просверливались отверстия, в которые вставлялись деревянные стержни разной высоты. Восемь основных стержней были самыми высокими; они назывались «ветры». Восемь стержней пониже имели название «межники», а остальные шестнадцать были короткие и назывались «малые палки» или «стрики». В центре круга вставлялась длинная палочка; по ней определяли по солнцу, в полдень направление север—юг.
Основные румбы назывались: «сивер» — север, «полунощник» — северо-восток, «всток» — восток, «зимняк», или «обеденник», — юго-восток, «полуденник» — юг, «шелонник» — юго-запад (от названия реки Шелонь, текущей с юго-запада и впадающей в озеро Ильмень), «западник» — запад, «побережник» — северо-запад (когда ветер дул вдоль Мурманского берега, береговая линия которого имеет направление с северо-запада на юго-восток).

## Применение
C помощью ветромёта определялось направление по солнцу, а ночью брали пеленг по Полярной звезде. На видных с моря местах — мысах, вершинах, особенно у входа в бухты и проливы поморы ставили гурии (каменные столбы-пирамиды) и приметные кресты. Их поперечина всегда и везде строго ориентировалась по частям света. Иногда кресты служили створными знаками для входа в пролив или бухту.
Чтобы определить нужный курс судна с точностью до одного румба, достаточно было сориентировать компас через центральный стержень (в створе с другим) на крест, когда он обращён к наблюдателю боком — линией север—юг.
Хотя ветромёт был примитивным прибором, тем не менее поморские мореходы ему обязаны точностью старинных карт — морских чертежей и лоций, так называемых «расписаний мореходства». И даже когда появились магнитные компасы, поморы ещё долго продолжали пользоваться ветромётами, в особенности в каботажном плавании. Ветромёты, совершенствуясь, дожили до XIX века.